# كتلة سالبة

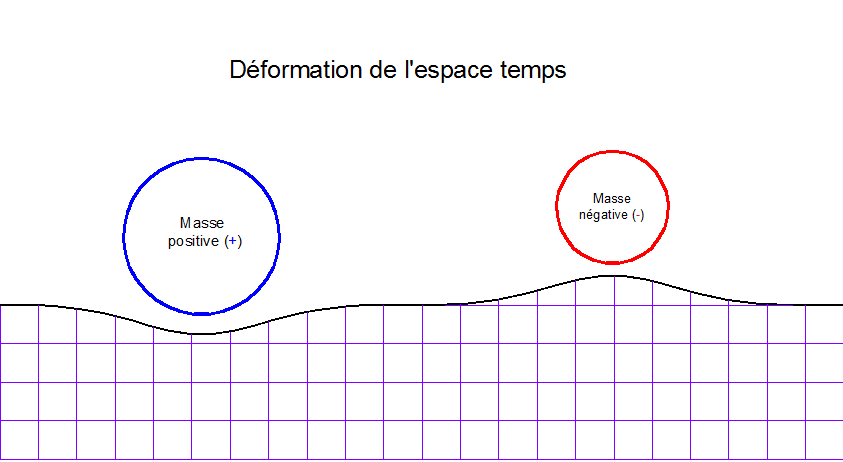

في الفيزياء النظرية، الكتلة السالبة هي المادة التي تكون إشارة كتلتها مُخالفة لإشارة كتلة المادة الطبيعية، مثل -1 كجم. وتنتهك تلك المادة حالة واحدة أو أكثر من حالات الطاقة وتُظهر بعض الخصائص الغريبة، وتنشأ تلك الخصائص من الغموض المحيط بها فهل تُشير الجاذبية إلى قوة أو وجود تسارع موجه مُعاكس للكتلة السالبة؟!. وتُستخدم الكتلة السالبة في بعض الفرضيات الذهنية، مثل بناء ثقوب دودية قابلة للإزالة أو مشغل ألكوبيير المعوج. بدايةً، فأقرب تمثيل حقيقي معروف لتلك المادة الغريبة هي مناطق كثافة الضغط السلبي التي تنتج عن تأثير كازمير.
تصف النسبية العامة الجاذبية وقوانين الحركة لجُسيمات الطاقة الموجبة والسالبة، وبالتالي تصف الكتلة السالبة، ولكنها لا تشمل في وصفها القوى الأساسية الأخرى. وعلى الجانب الآخر، يصف النموذج القياسي المعياري الجُسيمات الأولية والقوى الأساسية الأخرى، ولكنه لا يصف قوة الجاذبية. وقد يكون هناك الحاجة إلى نظرية موحدة تشمل الجاذبية مع القوى الأساسية الأخرى لاستيعاب أفضل لمفهوم الكتلة السالبة.
اقترح عالم الفيزياء الفلكية جيمي فارنيس من جماعة كاليفورنيا في ديسمبر عام 2018 نظرية «السوائل المظلمة»، والتي ترتبط جزئيًا بمفاهيم الجاذبية للكتل السالبة المتنافرة، والتي قُدمت مُسبقًا بواسطة ألبرت أينشتاين، وقد تُساعد بشكل أفضل بطريقة قابلة للتجربة على فهم كميات كبيرة من المادة المظلمة والطاقة المظلمة في الكون.

## الجاذبية العامة
الكتلة السالبة هي أي منطقة في الفضاء تُقاس فيها كثافة الكتلة بقيمة سالبة بواسطة الراصدين. يمكن أن يحدث ذلك بسبب أن قيمة مقدار الضغط لموتر أينشتاين للضغط والطاقة أكبر من كثافة المادة في تلك المنطقة من الفضاء. وكل ذلك يُعد انتهاك لمتغير أو أكثر من حالة الطاقة الموجبة للنسبية العامة لأينشتاين، بالرغم من أن حالة الطاقة الموجبة ليست لها حاجة في البناء الرياضياتي للنظرية.

### القصور الذاتي مقابل كتلة الجاذبية
عند التعامل مع الكتلة السالبة، لا بُد من الوضع في الاعتبار أي من مفاهيم الكتلة له قيمة سالبة. فمنذ أن صاغ نيوتن أولى نظرياته عن الجاذبية، وُجدت ثلاث كميات مميزة يُمكن أن يُطلق عليها من الناحية النظرية اسم كتلة، وهي كالآتي:
- كتلة القصور الذاتي: يُشار للكتلة بالرمز (m) في قانون نيوتن الثاني للحركة  F=ma
- كتلة الجاذبية «فعلية»: وهي الكتلة التي تُنتج حقل الجاذبية الذي تستجيب وتتفاعل معه الكتل الأخرى.
- كتلة الجاذبية «قيمية»: وهي الكتلة التي تستجيب لحقل الجاذبية الخارجي بالتسارع.

يتطلب قانون الحفاظ على الزخم أن تكون كتلة الجاذبية الفعلية والقيمية متطابقة. ويفترض مبدأ التكافؤ لأينشتاين أن الكتلة القصورية لا بُد وأن تساوي كتلة الجاذبية القيمية، وكل الأدلة التجريبية حتى الآن تشير إلى ذلك، وفي الواقع هما نفس الشئ أصلًا.
في معظم تحليلات الكتلة السلبية، يُفترض أن مبدأ التكافؤ وقانون حفظ الزخم يُطبقان بشكل مستمر، وبالتالي فإن الصور الثلاثة للكتلة تظل كما هي، وبالتالي يُمكن دراسة «الكتلة السالبة». ولكن مبدأ التكافؤ حقيقة يتم ملاحظته من خلال الرصد، ولكنه ليس صحيحًا بالضرورة. وعند تمييز «الكتلة السالبة» ستنقسم لثلاثة أنواع فإما أن تكون كتلة قصورية سالبة، أو كتلة جاذبية سالبة، أو كليهما.
بحث خواكين مازداك لتونجير في مقاله المنشور عام 1951 أثناء منافسات مؤسسة أبحاث الجاذبية والذي حصل على جائزته الرابعة في ذلك النوع من المنافسات، بحث في إمكانية وجود كتلة سالبة وكيفية عملها في ظل وجود قوة الجاذبية والقوى الأخرى.
وفي عام 1957، تبعًا لفكرة لتونجير، اقترح بيرمان بوندي في ورقة علمية منشورة في مجلة الفيزياء الحديثة أن الكتلة قد تكون سالبة أو موجبة، ولكن ذلك الاقتراح الخاص بالكتلة السالبة قد يحمل بعض التناقضات البديهية. فعلى سبيل المثال، لو أن هناك جسم له كتله قصورية سالبة فمن المتوقع أن يتسارع في اتجاه معاكس للاتجاه الذي دُفع فيه (عكس الجاذبية).
يوجد العديد من التحليلات الأخرى للكتلة السالبة، مثل الدراسات التي أجراها أر. أم. بريس، ومع ذلك لم يتناول السؤال الهام بما هو نوع الطاقة والزخم اللازمان لوصف الكتلة السالبة الغير مفردة؟. في الواقع، فإن حل شوارتزشيلد لقياسات الكتلة السالبة يتضمن وجود مفردة عارية في أبعاد مكانية ثابتة. والسؤال الذي يطرح نفسه هنا، أليس من الممكن توصيف المفردة بنوع من كثافة الكتلة السالبة؟. والإجابة هنا نعم، ولكن بدون الطاقة والزخم اللذان يخضعان لحالة الطاقة الدائمة؛ وذلك لأنه الطاقة والزخم يخضعان لحالة الطاقة الدائمة داخل الزمكان المُسطح، وهي الحالة التي تصف المفردة بكتلة سالبة في حل شوارتزشيلد، وبالتالي يجب أن تخضع لنظرية الطاقة الموجبة، أي أن كتلة أيه. دي. أم ( ADM) لا بد أن تكون موجبة، وهذا بالطبع ليس هو الحال. وعلى الرغم من أن بيليت وبارانجابي لاحظا أنه عند عدم تطبيق نظرية الطاقة الموجبة على وصف زمكان دي-سيتر، فإنه من الممكن وصفه بالطاقة والزخم اللذان يخضعان لمبدأ الطاقة الدائمة، والمفردة الناتجة من الحل الصحيح للكتلة السالبة في زمكان شوارتزشيلد ودي-سيتر، مطابقة للمفردة الناتجة من معادلات أينشتاين باستخدام الثابت الكوني. وفي مقال لاحق، أشار مباريك وبارانجيبي إلى أنه من الممكن في الواقع الحصول على التشوه المطلوب في الزمكان من خلال إضافة الزخم والطاقة بسائل مثالي.

### حركة الهروب
بالرغم من عدم وجود جُزيئات معروفة تمتلك كتلة سالبة، إلا أن الفيزيائين (خصوصًا هيرمان بوندي في عام 1957، وويليام بي. بونور عامي 1964 و1989، ومن بعدهم روبت أل. فوروارد) تمكنوا من وصف بعض الخصائص المحتملة لبعض الجزيئات. وبافتراض أن المفاهيم الثلاثة للكتلة متساوية طبقًا لمبدأ التكافؤ، فإنه من الممكن اكتشاف التفاعلات الجذبوية بين الكتل ذات الإشارات الاعتباطية، وذلك بالاعتماد على المقاربة النيوتونية لمعادلات المجال لأينشتاين. وقوانين هذا التفاعل هي:
- تجذب الكتلة الموجة كلًا من الكتل الموجبة والسالبة.
- تتنافر الكتل السالبة مع الكتل الموجبة والسالبة.

بالنسبة للكتل الموجبة، لا شئ يتغير مع وجود تدافع جذبوي تجاه بعضهم مُسببًا للتجاذب. بينما تتنافر الكتل السالبة مع بعضها بسبب كتلتهم القصورية السالبة. أما بالنسبة للإشارات المختلفة، بالرغم من وجود تدافع يجعل الكتلة السالبة تتنافر مع الكتلة الموجبة، وهناك شد بينهما يجعل الكتلة السالبة تجذب الكتلة الموجبة في نفس الوقت.
وبناءً على ذلك أشار بوندي بأن الجسمين ذوي الكتلة المتساوية ومختلفة في الشحنة ينتج عنهم تسارع ثابت في النظام ككل تجاه الجسم ذو الكتلة الموجبة، وهذا التأثير اُطلق عليه «حركة الهروب» بواسطة بونور الذي تجاهل وجوده المادي، مُصرحًا عن الكتلة السلبية في النسبية العامة بأن « اعتبر أن حركة الهروب أو (التسارع الذاتي) غير مُجدي لذلك أفضل التعبير عنه بافتراض أن الكتلة القصورية إما أن تكون كلها موجبة أو سالبة.».
فكل زوج من الأجسام سوف يتسارع دون حد (ماعدا الأجسام النسبية)، على الرغم من أن الكتلة الكلية، والزخم والطاقة للنظام بأكمله ستظل كما هي صفر. هذا السلوك بأكمله غير متوافق كليةً مع الحدس البديهي المتوافق مع السلوك «الطبيعي» للمادة. أوضح توماس جولد أن حركة الهروب الخطية يُمكن أن تُستخدم في حركة الآلات الأبدية إذا حُولت إلى حركة دائرية، ويصرح توماس جولد عن الكتلة السالبة في النسبية العامة بأن «ماذا سيحدث إذا ارتبطت كتلتان موجبة وسالبة مع بعضهما بحافة عجلة؟، فهذا غير متوافق مع النسبية العامة، لأن الآلة ستصبح ضخمة جدًا».
لكن روبرت فوروارد أظهر أن الظاهرة مقبولة رياضياتيًا بديهيًا ولا تظهر أي انتهاك لقوانين الحفظ. فلو أن الكتل متساوية في القيمة ومتضادة في الإشارة، فإن الزخم الخاص بالنظام سيظل صفر لو أنهما يتحركان ويتسارعان سويًا، بغض النظر عن سرعتهما
{\displaystyle p_{\mathrm {sys} }=mv+(-m)v={\big (}m+(-m){\big )}v=0\times v=0.}
ويكافئ ذلك الطاقة الحركية :
{\displaystyle E_{\mathrm {k,sys} }={\tfrac {1}{2}}mv^{2}+{\tfrac {1}{2}}(-m)v^{2}={\tfrac {1}{2}}{\big (}m+(-m){\big )}v^{2}={\tfrac {1}{2}}(0)v^{2}=0}
قد لا يكون ذلك صحيحًا لو أن الطاقة في مجال الجاذبية موضوعة في الحسبان.
استخدم فوروارد تحليل بوندي في بعض الحالات الإضافية، وأشار إلى أنه لو كانت الكتلتان ɱ(-) و ɱ(+) غير متشابهتان، فإن قوانين الحفظ لن يتم انتهاكها. وهذا الأمر صحيح حتى لو كانت التأثيرت النسبية موضوعة في الحسبان، طالما أن الكتلة القصورية، وليس كتلة الراحة، مساوية لكتلة الجاذبية.
ينتج عن هذا السلوك نتائج غريبة : فعلى سبيل المثال، فالغاز الذي يحتوي على خليط من الجُسيمات الموجبة والسالبة فسوف تُزيد مادته الموجبة درجة الحرارة بدون حد، بالرغم من أن مادته السالبة سيُكسبه درجة حرارة سالبة في نفس الوقت بنفس المعدل، وبالتالي ستتوازن درجة حرارته مرة أخرى. أشار جوفري لانديز إلى نتائج أخرى من تحليل فوروارد، على أنه من بالرغم من أن الجُسيمات ذات الكتلة السالبة تتنافر مع بعضها جاذبيًا، إلا أن القوى الكهروستاتكية ستعمل على تجاذب الشحنات المتشابهة وتنافر الشحنات المختلفة.
استخدم فوروارد خصائص المادة ذات الكتلة السالبة لتأسيس مفهوم عن المحرك القطبي، وهو تصميم لقوة دفع المركبة الفضائية باستخدام الكتلة السالبة التي لا تحتاج للطاقة ولا كتلة شغالة للوصول لتسارع عالي.
صاغ فوروارد أيضًا مصطلح «الإلغاء»؛ لوصف ما يحدث عند اجتماع مادة عادية مع مادة سالبة، حيث من المتوقع أن يلغي كل منهما وجود الآخر. فالتفاعل بين كميات متساوية من المادة ذات الكتلة الموجبة ( وبالتالي طاقة موجبة E=mc2) ومادة ذات كتلة سالبة ( ذات طاقة سالبة -E=-mc2) لن ينتج عنه أي طاقة، ولكن لأن المكون الوحيد لكل الجُسيمات ليس له زخم حركة (كلا الجُسيمات تتحرك بنفس السرعة في نفس الإتجاه) لا ينتج عنه أي تصادم، فكل هذه التفاعلات ينتج عنها فائض من الزخم، وهو غير مسموح به كلاسيكيًا. لذلك بمجرد الكشف عن ظاهرة الهروب، اعتبر المجتمع العلمي الكتلة السالبة غير موجودة في الكون.

## في قانون جاوس للجاذبية
يستطيع الفرد أن يشتق كثافة الطاقة للمجال من قانون جاوس في الإليكترومغناطيسية، على افتراض أن تموج الحقل يساوي صفر. وعند تطبيق نفس الحسابات باستخدام قانون جاوس للجاذبية ستنتج كثافة الطاقة السالبة لمجال الجاذبية.